# Josi Nunes
Josiniane Braga Nunes (Porto Nacional, 10 de maio de 1962), conhecida como Josi Nunes, é uma professora, psicóloga e política brasileira. Atualmente, ocupa o cargo de prefeita do município de Gurupi, no estado do Tocantins. Filiada ao União Brasil, possui formação em Psicologia e atuou como docente no curso de Psicologia da Universidade de Gurupi (UnirG).

## Política
Filha de Jacinto Nunes, ex-prefeito de Gurupi, e Dolores Nunes, a primeira mulher eleita deputada estadual e federal do Tocantins, Josi Nunes foi deputada estadual por quatro mandatos. Enquanto parlamentar, se destacou no legislativo tocantinense pela atuação à frente de projetos importantes e de grande relevância para o estado.
Com mais de duas décadas de trabalho em prol do progresso do estado, Josi sempre defendeu, principalmente, Educação e Desenvolvimento Social, neste último, especificamente, os direitos da mulher, da infância e da juventude. Entre suas lutas enquanto parlamentar, esteve a implantação do Plano de Cargos, Carreiras e Subsídios da Educação e o resgate dos direitos dos professores aposentados.[carece de fontes?]
Após quatro legislaturas como deputada estadual, Josi foi eleita em terceiro lugar como deputada federal, com 53.452 votos. Na câmara federal, foi titular da Comissão de Educação, onde relatou matérias importantes, como o Projeto de Lei 5274/16, que cria a Universidade Federal do Norte do Tocantins (UFNT), por desmembramento de campus da Universidade Federal do Tocantins (UFT).
A base política de Josi Nunes fica nos municípios das regiões sul, sudeste, centro e norte do Estado, especialmente nas cidades de Gurupi, Palmas, Dueré, Formoso do Araguaia, Aurora, Chapada de Natividade, Dianópolis, Novo Alegre, Conceição do Tocantins, Palmeiras e Pau D’Arco.
A ex-parlamentar presidiu a Fundação Ulisses Guimarães (FUG) do Tocantins e também a Fundação da Ordem Social (FOS). Josi é graduada em Psicologia pela UCG, pós-graduada em Psicopedagogia e mestre em Gestão de Educação.
Votou a favor do Processo de impeachment de Dilma Rousseff. Já durante o Governo Michel Temer, votou a favor da PEC do Teto dos Gastos Públicos. Em abril de 2017, foi favorável à Reforma Trabalhista. Em agosto de 2017, votou contra o processo em que se pedia abertura de investigação do então presidente Michel Temer, ajudando a arquivar a denúncia do Ministério Público Federal.
Nas eleições municipais de 2020, Josi foi candidata à prefeitura do município de Gurupi, referência no sul do estado do Tocantins, com 85.126 habitantes, segundo o Censo Demográfico de 2022. Durante sua campanha, compôs coligação com vários partidos e obteve apoio de várias lideranças, dentre elas, o então governador do estado, Mauro Carlesse, o senador Eduardo Gomes, o deputado federal Carlos Henrique Gaguim e a deputada estadual Luana Ribeiro. Após o final do pleito, Josi foi eleita a primeira prefeita mulher da história de Gurupi, com mais de 51% dos votos válidos. Assumiu o cargo em 1º de janeiro de 2021.
Foi determinado seu afastamento da prefeitura de Gurupi em 2021, por decisão judicial em um caso de abuso de poder econôminco nas eleiçoes de 2020. Continou no cargo durante julgamento do recurso, e o afastamento foi derrubada pelo TSE no ano seguinte.
Em 2024, Josi novamente obteve o aval popular e foi reeleita prefeita nas eleições municipais, desta vez pelo União Brasil tendo como vice Adailton Fonseca, do PL. Recebeu 25.533 votos, 55,47% dos votos válidos, a frente do então deputado estadual Eduardo Fortes do PSD.